# San Ramón (Costa Rica)
Pour les articles homonymes, voir San Ramon.
San Ramón est une ville du Costa Rica, située dans la province d'Alajuela.